# 1179

## Починали
- 17 септември – Хилдегард от Бинген, германска монахиня, писателка и композитор